# سنجاب صخره‌ای چینی
سنجاب صخره‌ای چینی (نام علمی: Sciurotamias) نام یک سرده از تیره سنجاب است.

## گونه‌ها
- سنجاب صخره‌ای پدر داوید (Sciurotamias davidianus)
- سنجاب صخره‌ای جنگلی (Sciurotamias forresti)